# Confédération nationale du travail - Association internationale des travailleurs
Pour les articles homonymes, voir Confédération nationale du travail et CNT.
La CNT-AIT (Confédération nationale du travail - Association internationale des travailleurs) est une fédération syndicale française de type anarcho-syndicaliste fondée en 1946 à Paris.

## Historique

### La Confédération Nationale du Travail (CNT)
La CNT (Confédération Nationale du Travail) française a été créée en 1946. Elle entend poursuivre les activités de la Confédération générale du travail - Syndicaliste révolutionnaire (CGT-SR) interdite en 1939 et de la Confederacion Nacional del Trabajo (CNT), grande organisation syndicaliste espagnole de l'époque. Alors en exil en France, cette organisation est à l'origine de la résistance contre ce qui va devenir le franquisme lors de la guerre d'Espagne (1936-1939). La CNT française s'était alors reconstruite sur les cendres de la CGT-SR qui adhérait à l'Association internationale des travailleurs (AIT), tout comme la CNT espagnole.
Radicalement anti-stalinienne et anti-autoritaire, la CNT de 1950 rassemble 5 à 6 000 adhérents, sur des bases syndicalistes pures. Principalement des mineurs, des travailleurs du bâtiment. Elle s'oppose à la mainmise du Parti communiste français (PCF) sur la Confédération générale du travail (CGT). À l'époque, elle affirme que « le syndicalisme révolutionnaire ne doit apporter aucun effort à la continuité du régime capitaliste. Il affirme à nouveau que, seule, la transformation sociale, par la révolution, apportera la libération totale et définitive du prolétariat. En conséquence, tous ses efforts tendront vers ce but ».Les dernières tendances syndicalistes indépendantes de Moscou et de Washington tentèrent de monter un troisième front afin de contrer l'influence de ces deux puissances. Sans succès. Dans le contexte de Guerre froide et de l'hégémonie du PCF, la CNT s'effondrera en raison d’affrontements idéologiques et dogmatiques. Puis la CNT, si elle n’a jamais disparu, a connu jusqu’au milieu des années 1990 une longue existence de groupuscule, oscillant de quelques dizaines à quelques centaines d’adhérents. N’ayant plus de réalité syndicale, hormis quelques expériences ponctuelles, elle s’est repliée sur des activités propagandistes.
La CNT scissionne en 1993 sur la question des élections professionnelles : en 1983 et 1987 puis en 1989, la CNT réunie en congrès adopta des motions de tactique syndicale reconnaissant la possibilité de se présenter aux élections professionnelles dans les entreprises de moins de 50 salariés. Une partie des membres de la CNT, surtout à Paris, entendent aller à l'encontre de ces motions en généralisant ces exceptions à tous les secteurs, qu'ils soient privés ou publics, qu'ils aient plus ou moins de 50 salariés et même là où la CNT était reconnue, en dehors de toute instance cogestionnaire, parce qu'elle y avait une section syndicale et un délégué syndical.
Cette banalisation créa deux tendances opposées ayant ainsi pour conséquence la scission de 1993. Scission confirmée en 1996 par l'exclusion de cette tendance au congrès de l'AIT de 1996. L'organisation dite des « Vignoles » (CNT-F), exclue de l'AIT, connut un développement jusqu'à quelques milliers d'adhérents. Bien qu'elle connut un moindre développement, la CNT-AIT continua de respecter les motions de congrès.
En 2011, la CNT-AIT subit une scission concernant la structure interne de l'organisation. Le 7 décembre 2014 au congrès de Porto, l'AIT reconnait la CNT (congrès de Toulouse-bureau confédéral de Caen) comme étant la seule section française de l'Internationale. L'exclusion des syndicats dits du congrès de Gap, a été votée par les syndicats des pays de l'Est de l'Europe, (ZSP, ASI). Cette scission française avait pour origine des positions tactiques, stratégiques différentes.  Une partie de la  CNT-AIT décide de fonctionner en réseaux (adopté au congrès de Toulouse en janvier 2011) et l'autre de maintenir son fonctionnement fédéraliste.  Bien que non évoqué lors du congrès de Porto, les interventions seront pour l'un de montrer son attachement à l'anarchisme et pour l'autre au syndicalisme. Les sections de l'AIT réunies en congrès trancheront.

## Moyens de luttes

### Principes
Les méthodes de base de la CNT-AIT sont la démocratie directe et l'action directe, ce qui signifie que ses membres s'organisent et agissent par eux-mêmes, collectivement, sans intermédiaire mais dans un but précis.
Son fédéralisme fonctionne suivant les mêmes principes de démocratie directe, de rotation des tâches, la révocabilité des délégués, autrement dit, ils n'ont que le rôle de "porte-parole" des membres. Les membres des syndicats ont toute autorité sur leurs mandatés qui doivent transmettre les positions convenues collectivement à tous les niveaux (local, régional, national, international).

### Indépendance et financement
La CNT se dit indépendante - financièrement, politiquement et de manière organisationnelle - des intérêts politiques et commerciaux. Elle est contre toutes les formes de collaboration (cogestion) entre les travailleurs et le patronat à travers des organismes tels que les comités d'entreprise et autres dispositifs corporatifs des États. À ce titre, elle n'est financée que par les cotisations de ses adhérents et refuse les permanents syndicaux et les représentants du personnel tels que les délégués du personnel ou les comités d'entreprise. Comprenant que la représentation du personnel, par son principe même de non-révocabilité, entre en contradiction avec ses principes de démocratie directe et d'action directe.